# هونريوس الثاني
البابا هونريوس الثاني (9 فبراير / شباط 1060 – 13 شباط / فبراير 1130) ، ولد لامبرتو سكانابيشي, كان البابا من 21 كانون الأول / ديسمبر 1124 إلى وفاته عام 1130.
على الرغم من أنه من سلالة متواضعة، لكن ذكائه الحاد وقدراته المتميزة جعلته يترفع في سلم الكنيسة الهرمي بسرعة. كان تابعا لأسرة فرانجيباني من روما  وكان يتنافس على البابوية مع مرشح منافس هو سلستين الثاني وقد استخدامت القوة لضمان انتخابه.
كانت بابوية هونوريوس'مشغولة بضمان امتيازات الكنيسة الكاثوليكية الرومانية التي تم الحصول عليها من خلال ميثاق ورمس بين البابوية والأمبراطور الروماني، وإذا أمكن توسعتها. كان أول بابا يؤكد انتخاب امبراطور الروماني المقدس. لم يكن يثق بالرهبانية البينديكتية التقليدية، لهذا، حبذ رهبانيات جديدة الرهبانية، مثل الأوغسطينية والسيسترسية. كما سعى إلى السيطرة على أكبر مراكز الرهبانية في مونتي كاسينو و دير كلوني. كما كان هو من وافق على فرقة عسكرية جديدة هي فرسان الهيكل عام 1128.